# San Marino ai Giochi della XXVI Olimpiade
San Marino ha partecipato alle Giochi della XXVI Olimpiade di Atlanta, svoltisi dal 19 luglio al 4 agosto 1996, con una delegazione di un atleta.

## Tiro con l'arco
| Gara                 | Atleta     | Qualificazioni | Qualificazioni | Finale    | Finale       | Finale |
| Gara                 | Atleta     | Punteggio      | Pos.           | Punteggio | Punt. totale | Pos.   |
| -------------------- | ---------- | -------------- | -------------- | --------- | ------------ | ------ |
| Maschile individuale | Paolo Tura | 62             | 1              |           |              |        |